# Афонсу I
Афо́нсу І (порт. Afonso I; 25 червня 1109 — 6 грудня 1185) — останній граф (1112—1139) і перший король Португалії (1139—1185). Представник португальської Бургундської династії. Засновник Португальського королівства. Учасник Реконкісти. Народився в Коїмбірі, Португалія. П'ята дитина і другий син португальського графа Генріха Бургундського і Терези Леонської, позашлюбної дочки кастильсько-леонського короля Альфонсо VI. Чоловік Матильди Савойської, дочки савойського графа Амадея III. Батько португальського короля Саншу I. Очолив Португальське графство завдяки перемозі при Сан-Мамеде і поваленню режиму матері-графині (1128). Воював проти Леонського королівства в Галісії (1130–1137). Проголосив незалежність від нього після битви при Оріке (1139). Коронований бразьким архієпископом Жуаном Пекуліаром. Добився визнання свого королівського титулу від кастильсько-леонського короля Альфонсо VII (1143) та римського папи Олександра III (1179). Захопив у сарацинів Лісабон (1147). Сприяв діяльності святого Теотонія, фундував Коїмбрський монастир Святого Хреста (1132) й Алкобаський монастир (1153). На старості захворів, правив за допомогою своїх дітей-регентів Саншу I (1169—1185) та Терези (1172—1183). Помер у Коїмбрі, Португалія. Похований у Коїмбрському монастирі Святого Хреста. Національний герой Португалії.

## Імена
- Афо́нсу I (порт. Afonso I; стара орфографія — Affonso) — у португальських джерелах.
- Афо́нсу І Бургу́ндський (порт. Afonso I de Borgonha) — за назвою династії.
- Афо́нсу Вели́кий (порт. Afonso, o Grande) — за заснування королівства.
- Афо́нсу Енрі́кеш, або Афо́нсу Ге́нріхович (порт. Afonso Henriques) — по-батькові.
- Афо́нсу Завойо́вник (порт. Afonso, o Conquistador) — за розширення кордонів країни.
- Афо́нсу Засно́вник (порт. Afonso, o Fundador) — за заснування королівства.
- Афо́нсу І Португа́льський (порт. Afonso I de Portugal) — за назвою країни.
- Альфо́нс I (лат. Alphonsus I) — у латинських джерелах.
- Альфо́нсо I (ісп. Alphonso I) — у кастильських, іспанських джерелах.
- Аффо́нсо I (ст.-порт. Affonso I) — у старопортугальських джерелах.

## Біографія

### Ранні роки
Афонсу народився 25 червня 1109 року в Коїмбірі, Португальське графство, у родині графа Генріха Бургундського і Терези Леонської, позашлюбної дочки Альфонсо VI, короля Кастилії і Леону. Новонароджений був п'ятою дитиною і другим сином у сім'ї. Хлопчика назвали на честь діда по батьковій лінії.
Наприкінці XI століття головною політичною ідеєю на Піренейському півострові була Реконкіста — вигнання мусульманських держав-спадкоємиць халіфату Кордоби, після його краху, з території півострова. Так як європейська військова аристократія була зайнята Хрестовими Походами, Альфонсо VI звернувся за допомогою до французьких вельмож, аби ті помогли йому перемогти маврів. Як винагороду він обіцяв женити свої дочок на лідерах експедиції і дарувати королівські привілеї іншим. Таким чином, королівська спадкоємиця Уррака Кастильська вийшла заміж за молодшого сина графа Бургундії — Раймонда Бургундського, а її сестра принцеса Тереза Леонська — за його кузена Генріха Бургундського, молодшого брата герцога Бургундського, матір якого була дочкою графа Барселонського. Генріх став графом Португалії — обтяжливого графства на південь від Галісії, де повинні були очікуватися мавританські вторгнення і напади. З своєю дружиною Терезою, як співправителем Португалії, Генріх протистояв випробуванням і охороняв рубежі королівства його тестя.
Від цього шлюбу народилося декілька синів, але тільки один — Афонсу не помер дитиною.

### Граф
1112 року, після загибелі батька Генріха в бою з маврами, 3-річний Афонсу успадкував титул графа Португалії. Справами графства займалася його матір-регентша Тереза. Відносини із нею були напруженими, особливо після того, як вона вступила у позашлюбний союз із галісійським графом Фернандо де Трабою. Галісійська партія набувала сили в португальському уряді, що викликало невдоволення португальських баронів.
1120 року молодий інфант Афонсу підтримав політичного противника Терези — архієпископа Браги, за що обоє за її наказом були висланні у вигнання. Афонсу провів подальші роки далеко від свого власного графства під пильним наглядом єпископа.
1122 року 14-річний Афонсу досягнув повноліття й вступив у боротьбу за владу зі своєю матір'ю. 
26 травня 1128 року Афонсу заручився підтримкою бразького архієпископа Пайю Мендеша, обіцяючи дарувати йому місто Брага після захоплення влади в Португалії.
24 червня 1128 року в битві при Сан-Мамеде Афонсу переміг війська під командуванням ненчиного коханця Фернандо де Траби. Після цьогоі він ув'язнив свою матір і вислав у монастир в Леоні. Таким чином можливість інкорпорації Португалії в Галісійське королівства була унеможливлена, і Афонсу став єдиним правителем (Dux of Portugal — герцог Португалії), після вимог незалежності з боку народу графства, церкви і знаті. Він також переміг іншого союзника його матері — короля Кастилії і Леону Альфонсо VII, і таким чином звільнив графство від політичної залежності від корони Леона і Кастилії. 6 квітня 1129 року Афонсу Енрікес видав указ в якому він оголосив себе принцом Португалії.
У 1130—1137 роках Афонсу воював проти леонського короля Альфонсо VII, намагаючись унезалежнитися від Леону й розширити свої володіння в Галісії. 1135 року граф відмовився присягати королю, що прийняв титул імператора Іспанії, а 1137 року розбив його галісійсько-леонське військо при Сернесі. Втім через наступ мусульман на півдні, Афонсу був змушений укласти із Альфонсо невигідний Туйський мир. Згідно з договором він визнавав верховенство Леону у земельних і військових питаннях.

### Король

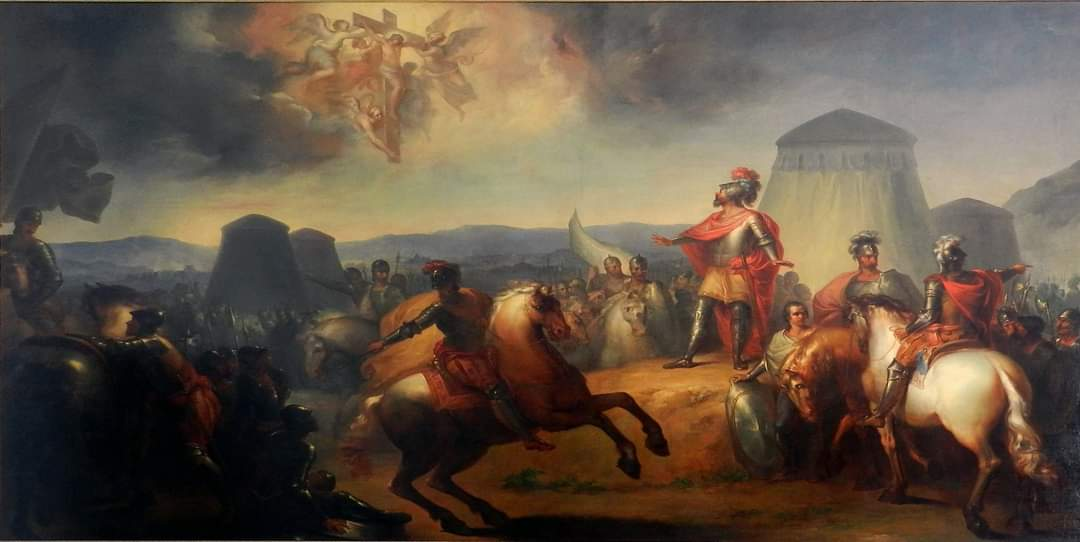
Битва при Оуріке

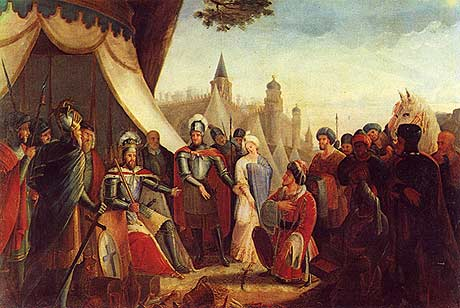
Облога Лісабона

25 липня 1139 року Афонсу І здобув велику перемогу над Альморавідами у битві при Оуріке. Після неї його вояки проголосили переможця «королем португальців». Афонсу скликав королівську асамблею в Ламегу, де отримав корону від бразького архієпископа Жуана Пекуліара на підтвердження незалежності. З цього моменту Португалія перестала бути феодальним уділом Кастильського королівства й перетворилася на самостійну державу.
Аби отримати міжнародне визнання Афонсу І відрядив послів до Римського папи, а також одружився з Матильдою, донькою Амадея ІІІ, графа Савойського. Він відкрив ряд монастирів й надав привілеї Католицькій церкві та її орденам.
1143 року Афонсу І проголосив королівство Португалію слугою Католицької церкви й дав обітницю завершити вигнання мусульман з Піренейського півострова. 1146 року він відвоював у маврів місто Сантарен, а 24 жовтня 1147 року захопив Лісабон, майбутню португальську столицю. Крім цього король захопив невеликий плацдарм на південь від річки Тежу.

### Війна з Кастилією

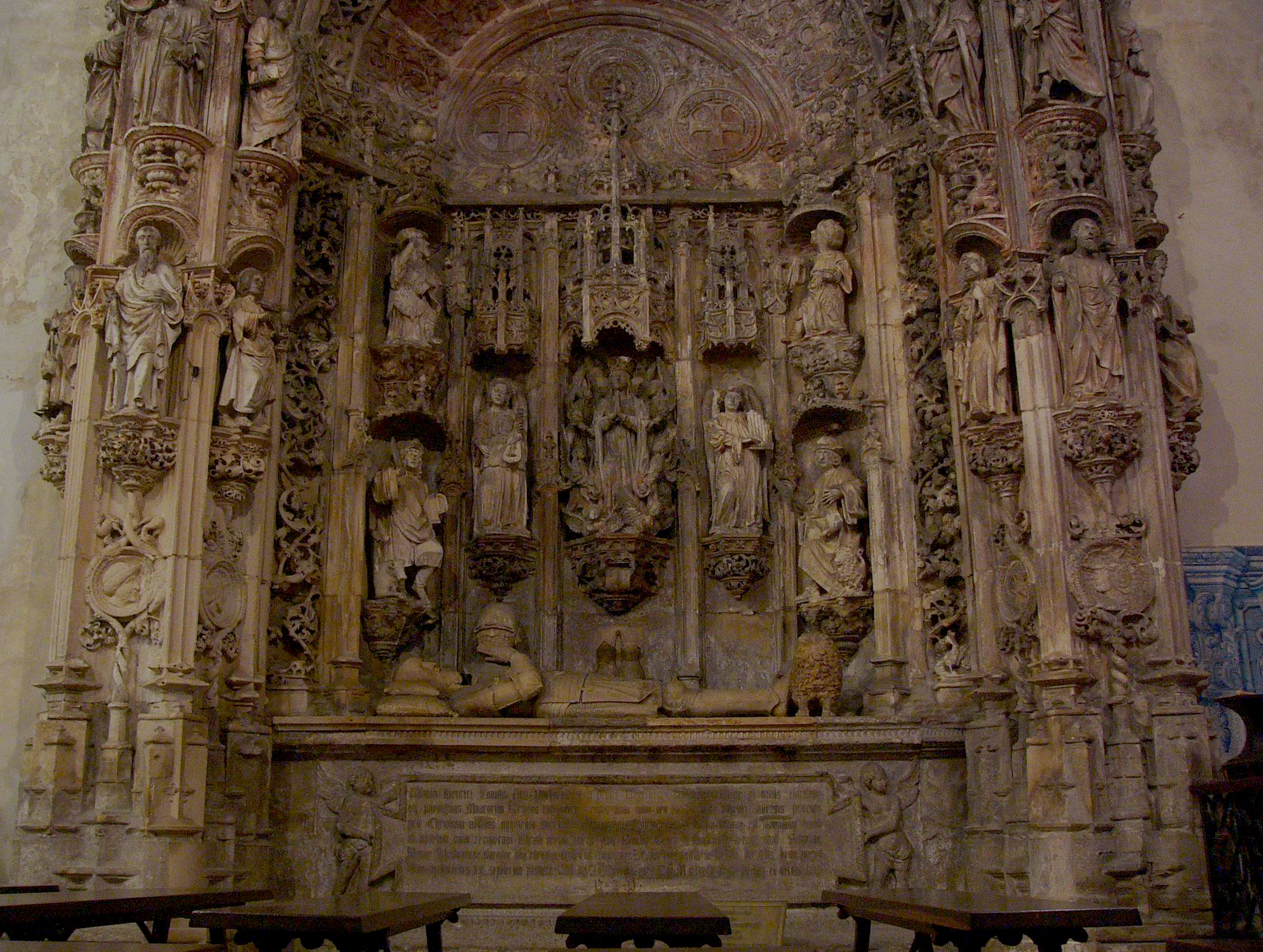
Гробниця Афонсу І в монастирі Святого Хреста

З 1139 року, від часу проголошення незалежності Португалії, Афонсу був змушений вести війну зі своїм колишнім сюзереном — Альфонсо VII, королем Кастилії. Вона тривала 5 років й сильно виснажувала обидві сторони. 5 жовтня 1143 року Афонсу І підписав із леонським королем Саморський договір, за яким визнавався королем Португалії, але мусив перебувати у васальній залежності від Альфонсо VII — імператора усієї Іспанії.
1163 року, після смерті кастильського короля, Афонсу І, незадоволений заселенням області захопив Саламанку. У відповідь син покійного, король Леону Фернандо II розбив війська португальського короля й відвоював місто. 1165 року Альфонс І віддав за Фердинанда ІІ свою доньку Урраку, уклавши таким чином мир.
1168 року Афонсу напав на Галісію, роздратований заселенням Сьюдад-Родриго. Під час облоги замку Бадахос, леонський король Фернандо ІІ вигнав португальців з Галісії й рушив визволяти замок. Утікаючи, Афонсу упав з коня й потрапив у полон. 1169 року Португалія підписала з Леоном Понтеведрський мир, за яким португальці відмовлялися від земель в Галісії.
1179 року, за привілеї надані Католицькій церкві в Португалії, Папа Римський Олександр III надіслав Афонсу І буллу «Manifestis Probatum», якою визнавав його «королем Португалії» й дарував право підкорювати землі маврів. Завдяки папському благословінню Португалія убезпечила себе від намагань кастильців підкорити країну.
1184 року Афонсу І визволив свого сина Саншу І, що був обложений маврами в Сантарені.
6 грудня 1185 року Афонсу І помер в Коїмбрі, у віці 76 років. Його поховали в міському монастирі Святого Хреста. З середньовіччя Афонсу вшановують у Португалії як національного героя, засновника королівства.

## Родина
Дружина — Матильда (1125—1158), донька савойського графа Амадея III
Діти:
- Енріке (1147—1155) — португальський інфант; помер у дитинстві.
- Уррака (1148—1211) — португальська інфанта; ∞ Фердинанд ІІ, король Леону.
- Тереза (1151—1218) — португальська інфанта; ∞ 1) Філіпп І, граф Фландрський; 2) Ед ІІІ, герцог Бургундський.
- Мафалда (1153—1162) — португальська інфанта; померла в дитинстві.
- Саншу I (1154—1212), король Португалії (1185—1212)
- Жуан (1156—1164) — португальський інфант; помер у дитинстві.
- Санша (1157—1166/1167) — португальська інфанта; померла в дитинстві.

Коханка — Шамоа (? — 1145), донька Гомеса де Помбейро, галісійського вельможі.
Діти:
- Тереза (1135—?)
- Фернанду, або Афонсу (1135/1140—1207) — великий магістр Ордену госпітальєрів (1202—1206).

Коханка — Елвіра Гуалтер (Elvira Guálter)
Діти:
- Уррака (?—?) — португальська інфанта ∞ Педро Афонсо Вієгаш, португальський вельможа.

## Титули
- Від 1109: «пан Афонсу Генріхович» (порт. Dom Afonso Henriques)
- Від 1112.4.24: «Афонсо, граф Поруткале» (Португалії) (порт. Afonso, Conde de Portucale)
- Від 1139.7.25: «Його милість, король Португалії» (порт. Sua Mercê, El-Rei de Portugal)
- За правління вживав такого стилю: «Божою Милістю, король португальців» (лат. Dei Gratiae, Rex Portugalensium; порт. Pela Graça de Deus, Rei dos Portugueses)
- Від 1169.11. вживав такого стилю: «Я, Афонсу, провидінням божественним король португальців, онук уславленого Альфонса Іспанського, син пана консула Генріха й пані королеви Терези» (лат. Ego Alfonsus ex divina providentia portugalensis rex, totius ispanie illustris alfonsi nepos, consulis domni henrici et regine domne tarasie filius[8].

## У культурі

### Образотворче мистецтво

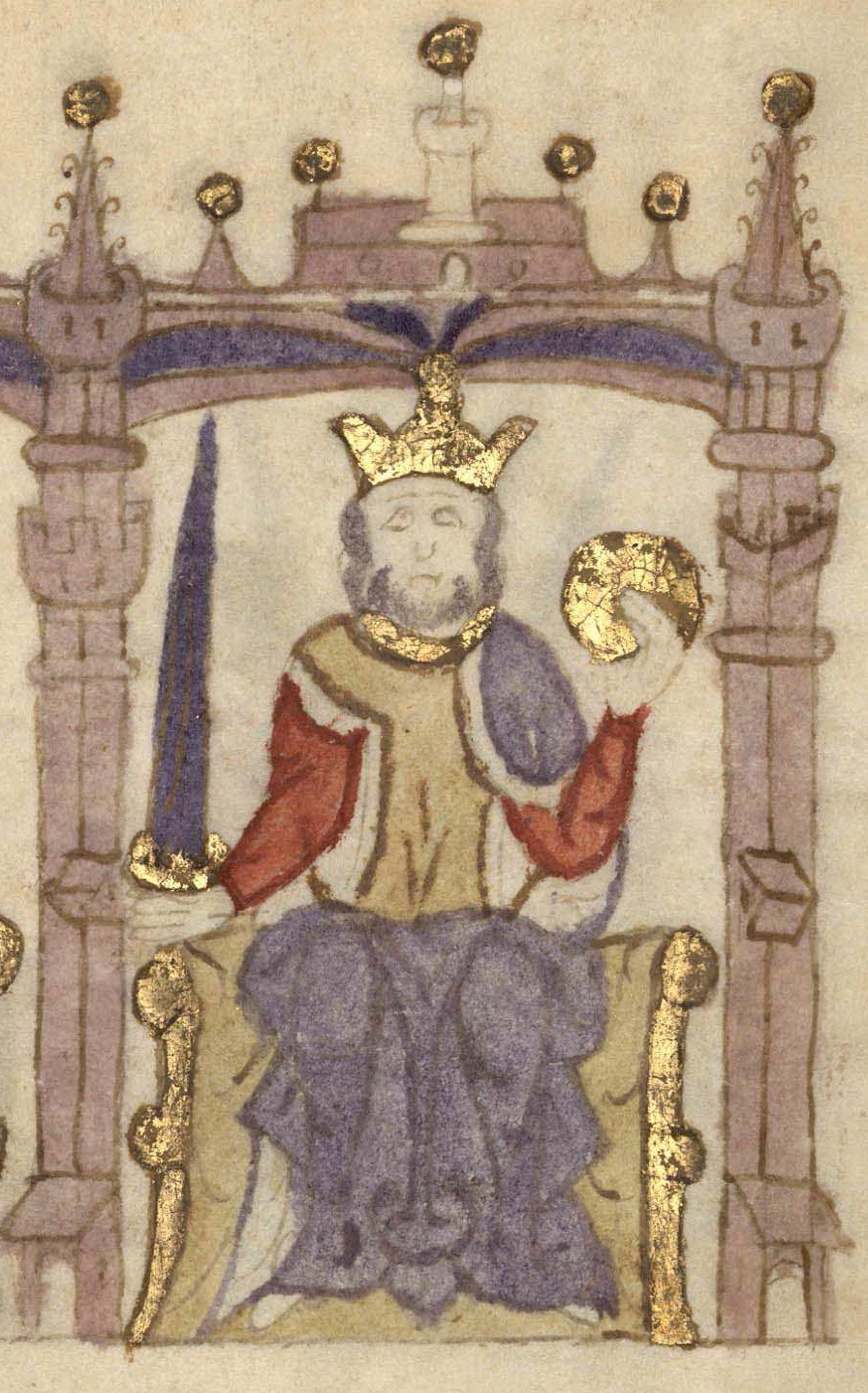
«Compendio de crónicas de reyes...» бл. 1312—1325
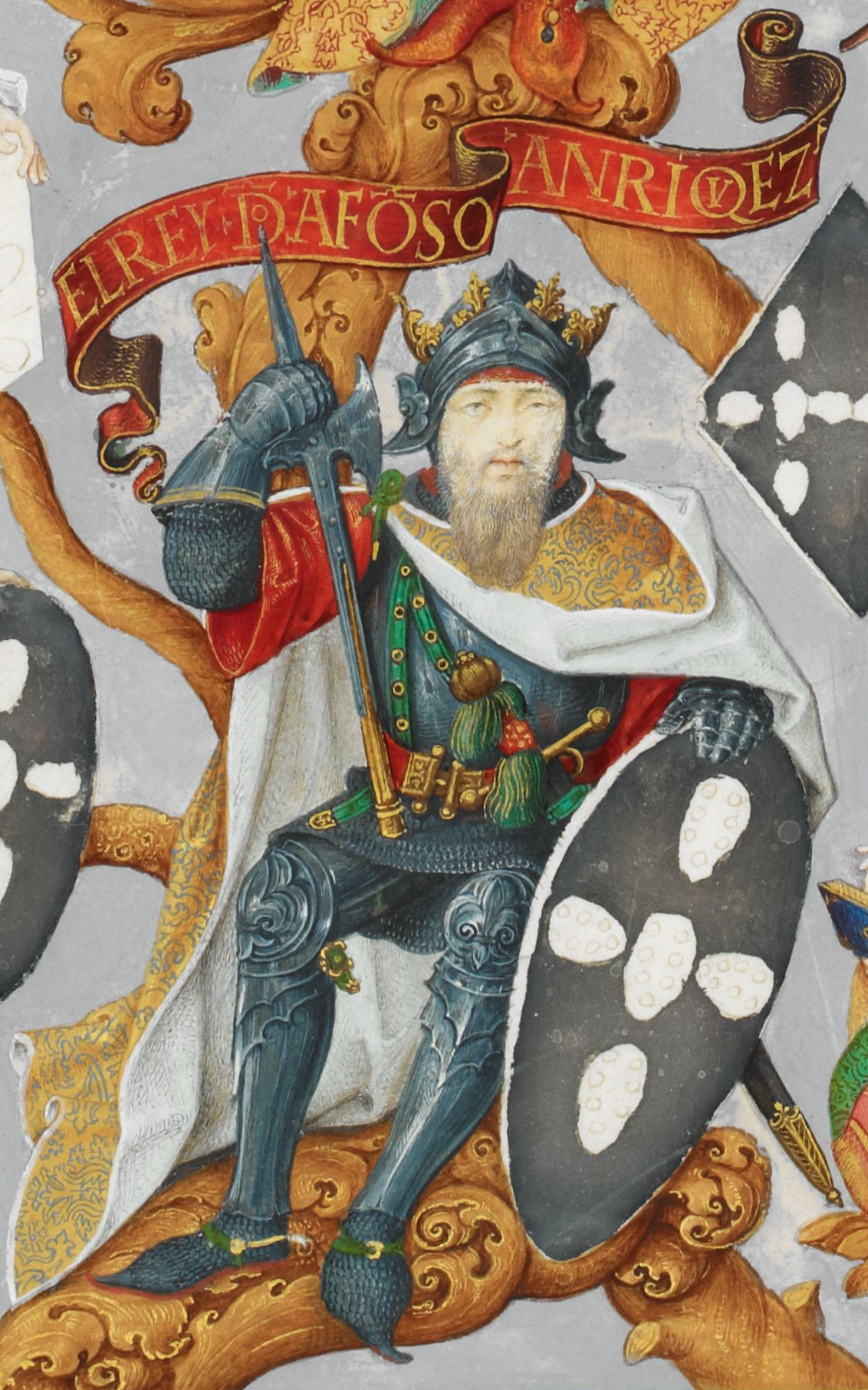
Портрет Афонсу «Генеалогія королів Португалії», 1530—1534
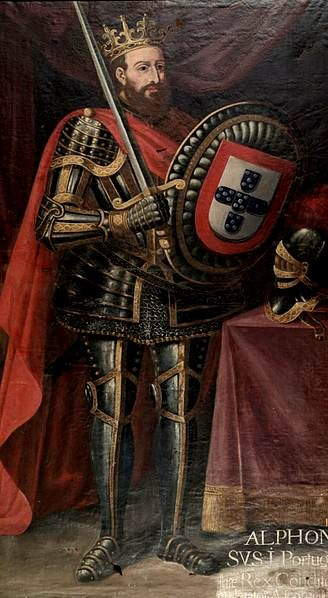
XVI ст.
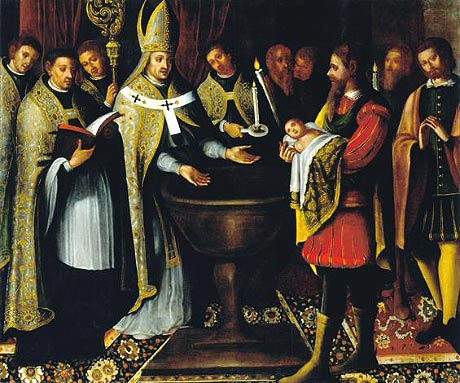
Хрещення Афонсу XVII ст., Сіман Алваріш
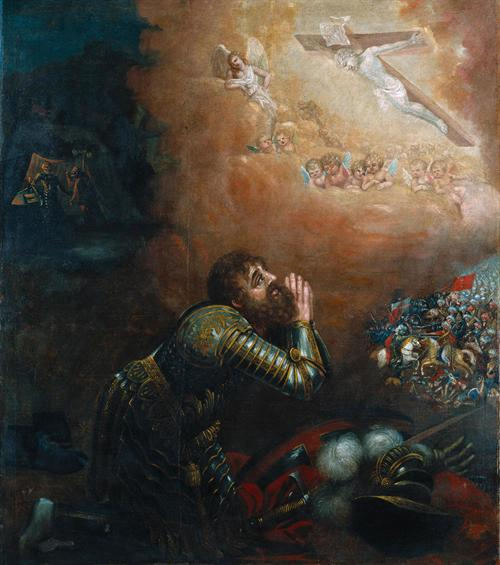
Видіння Афонсу 1665
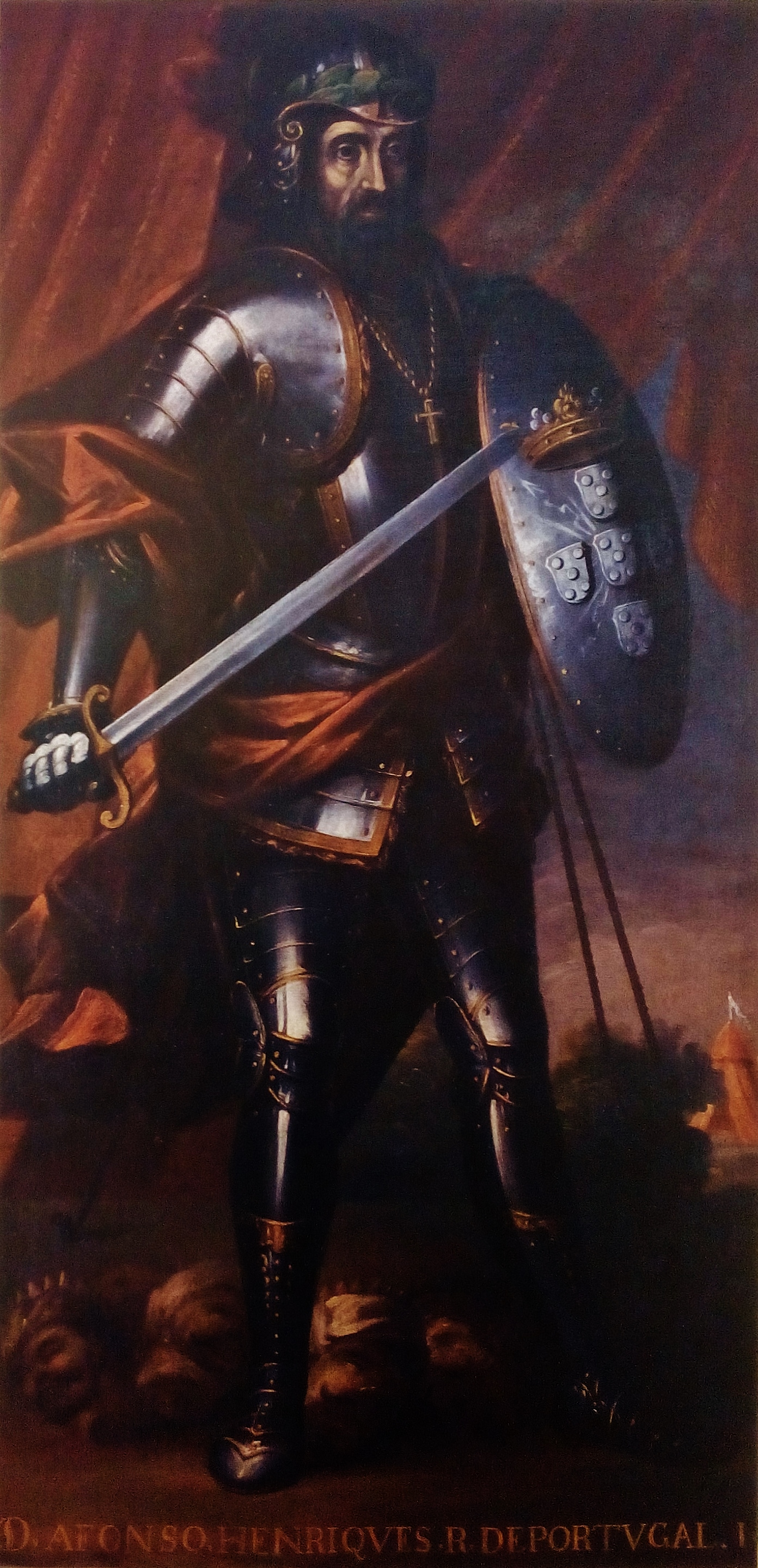
Афонсу 1718, Енріке Феррейра
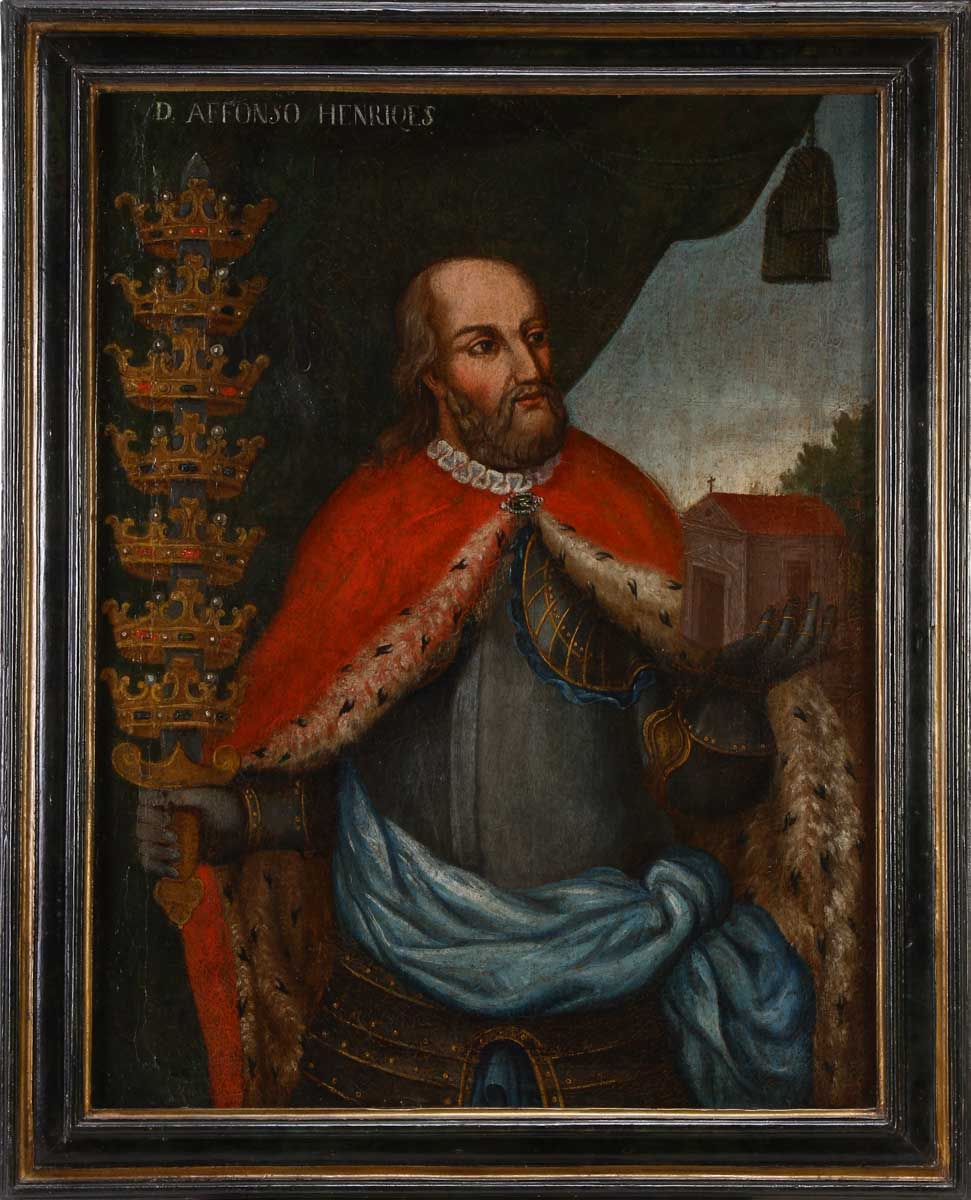
XVIII ст.
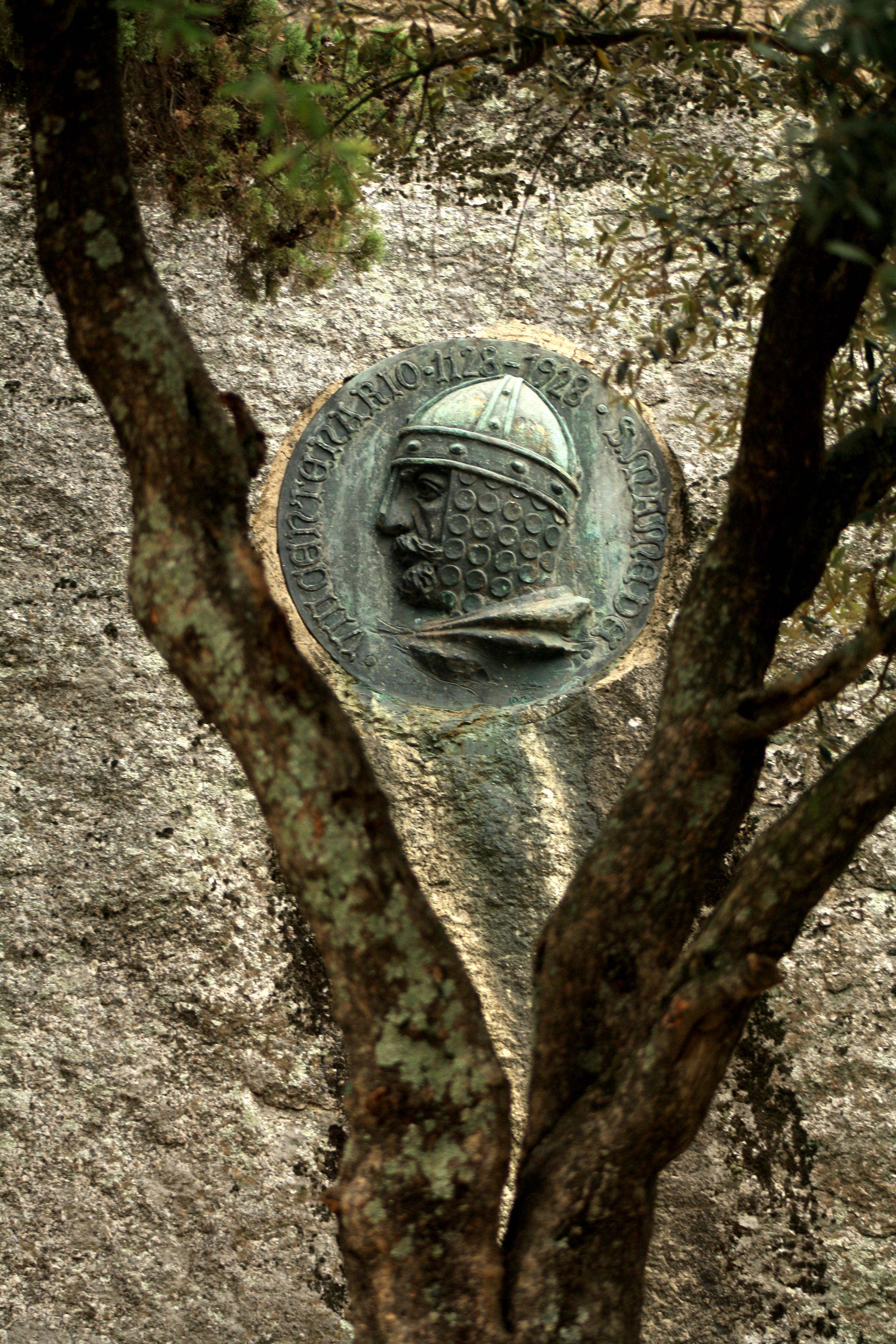
Афонсу ХХ ст. Замок Гуймаранеш
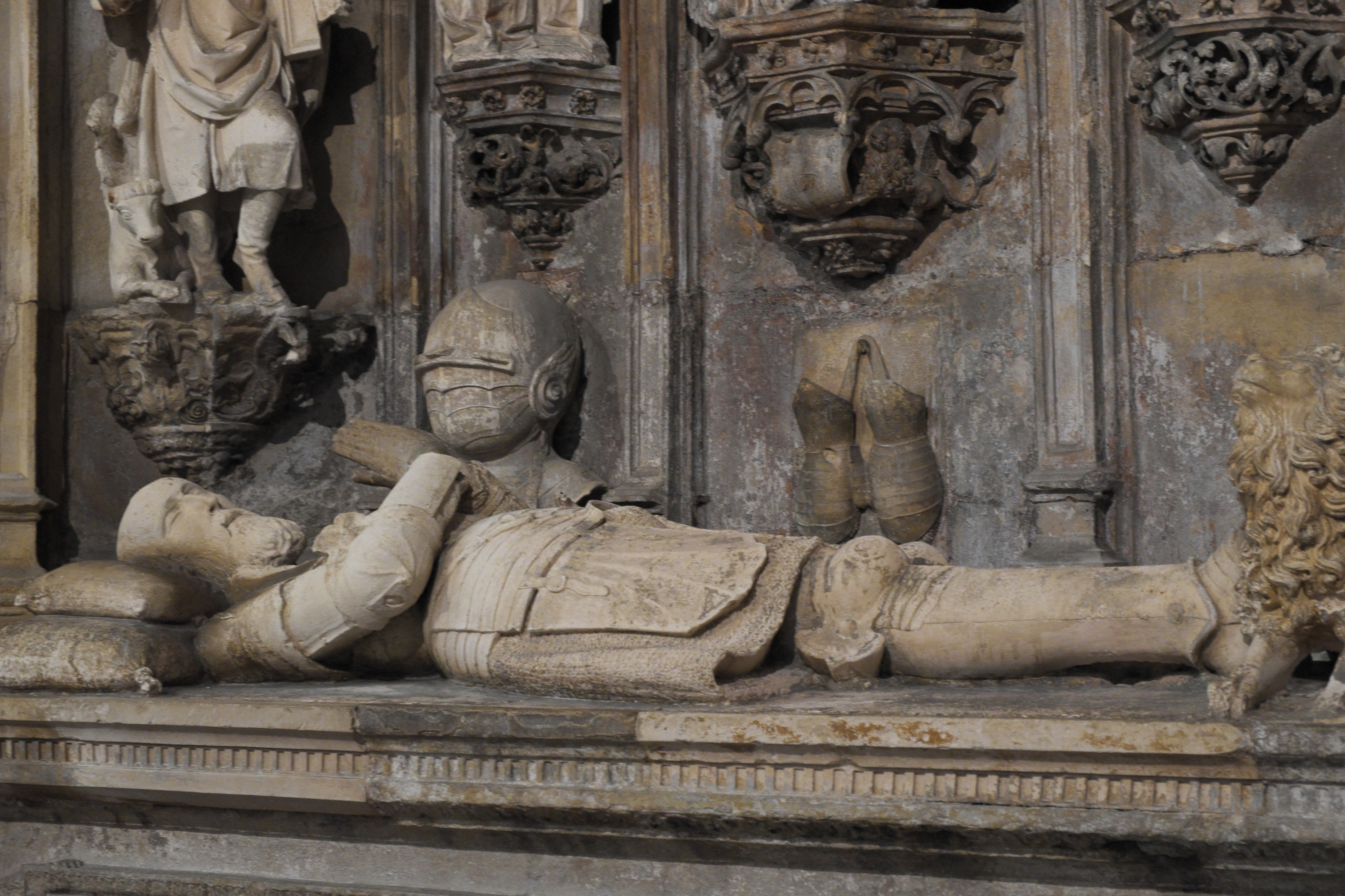
Гробниця в монастирі св. Хреста
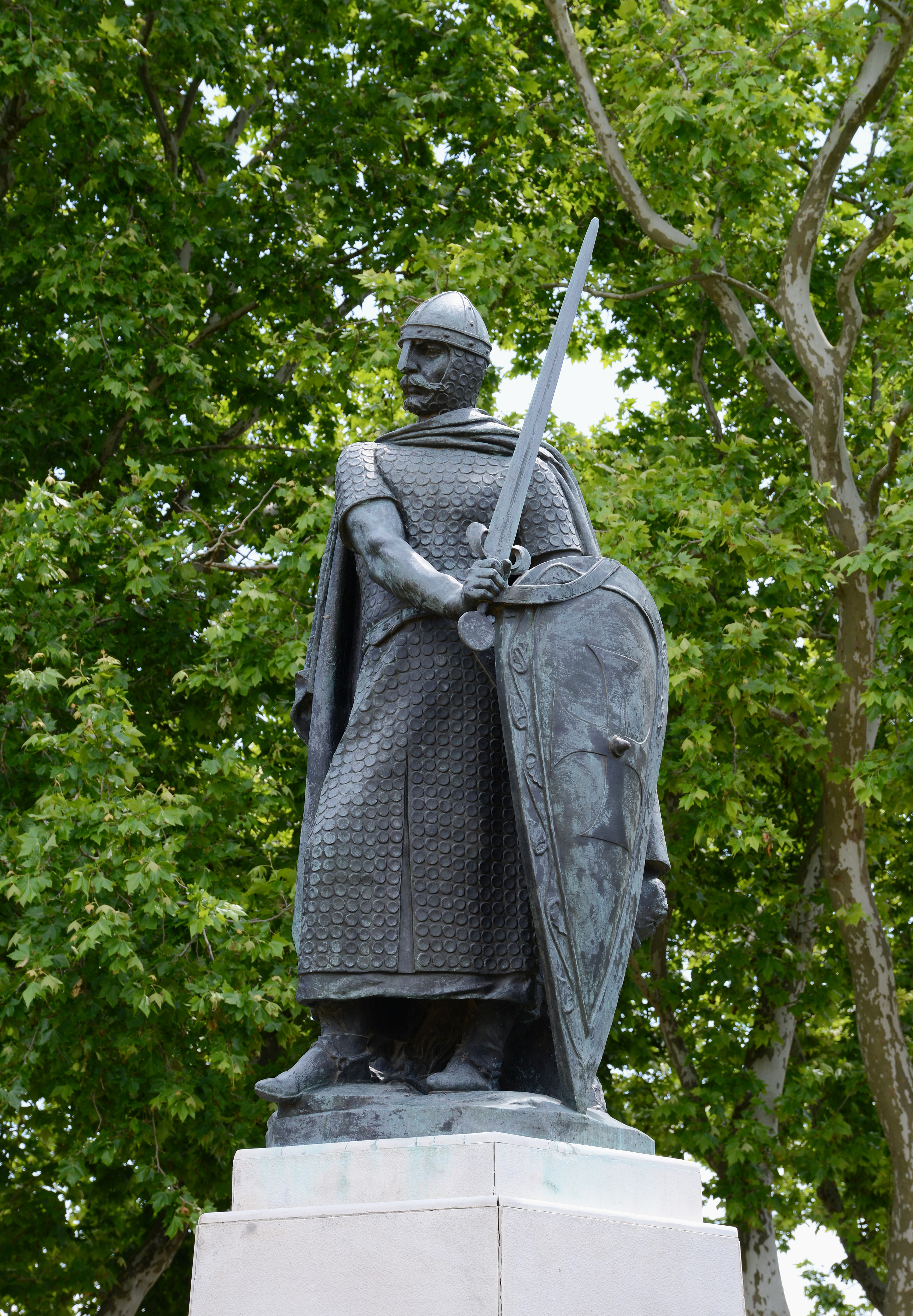
Пам'ятник у Сантарені
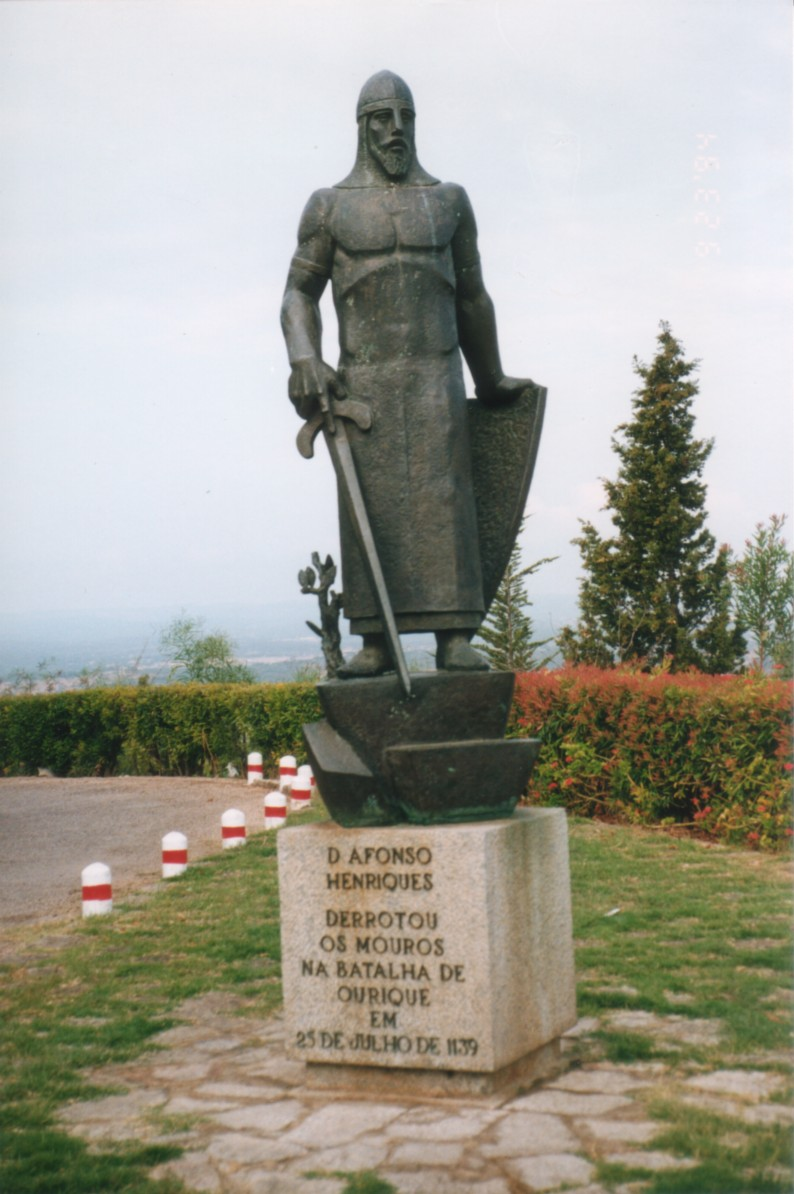
Пам'ятник на місці битви при Оуріке
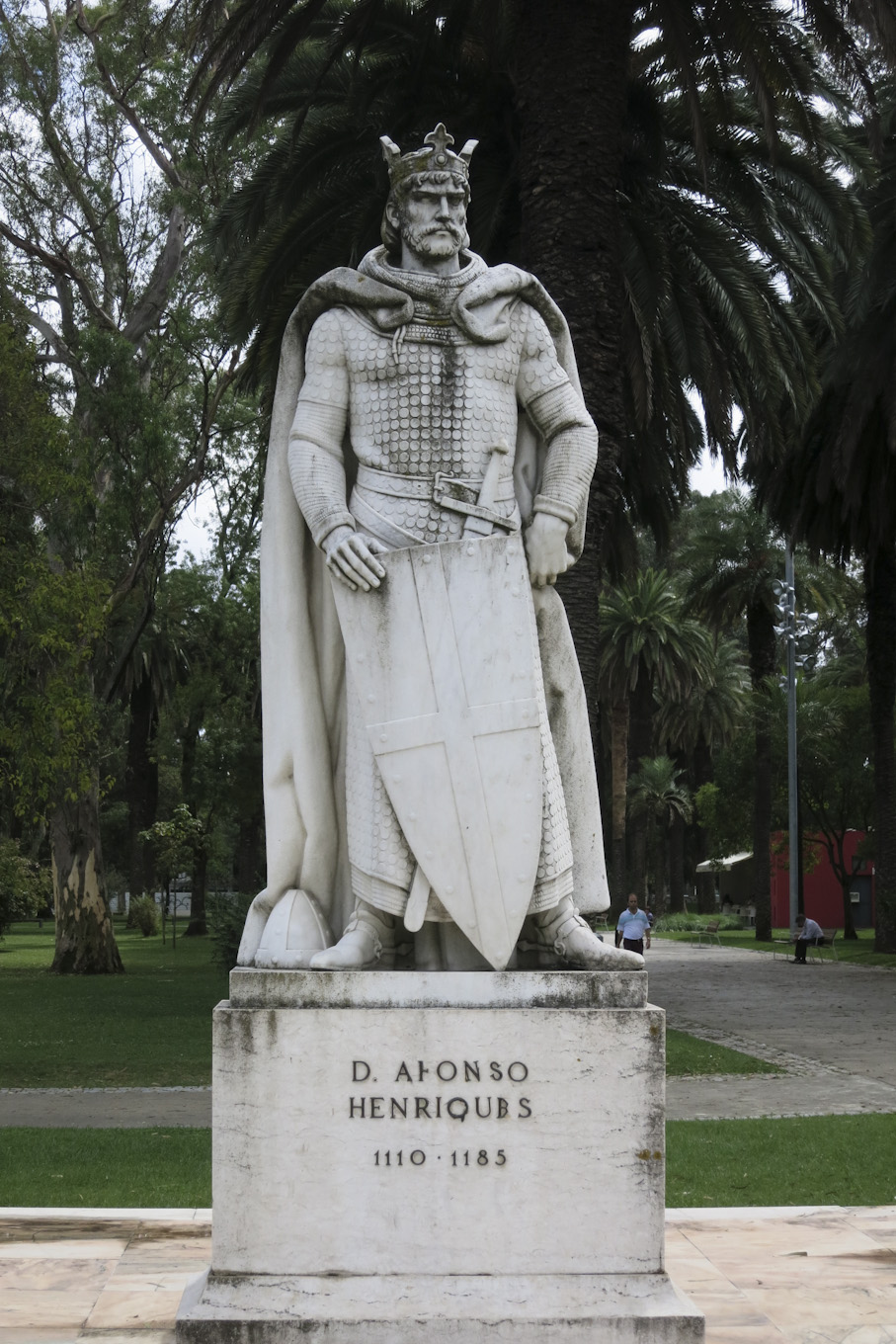
Пам'ятник у Кампу-Гранді
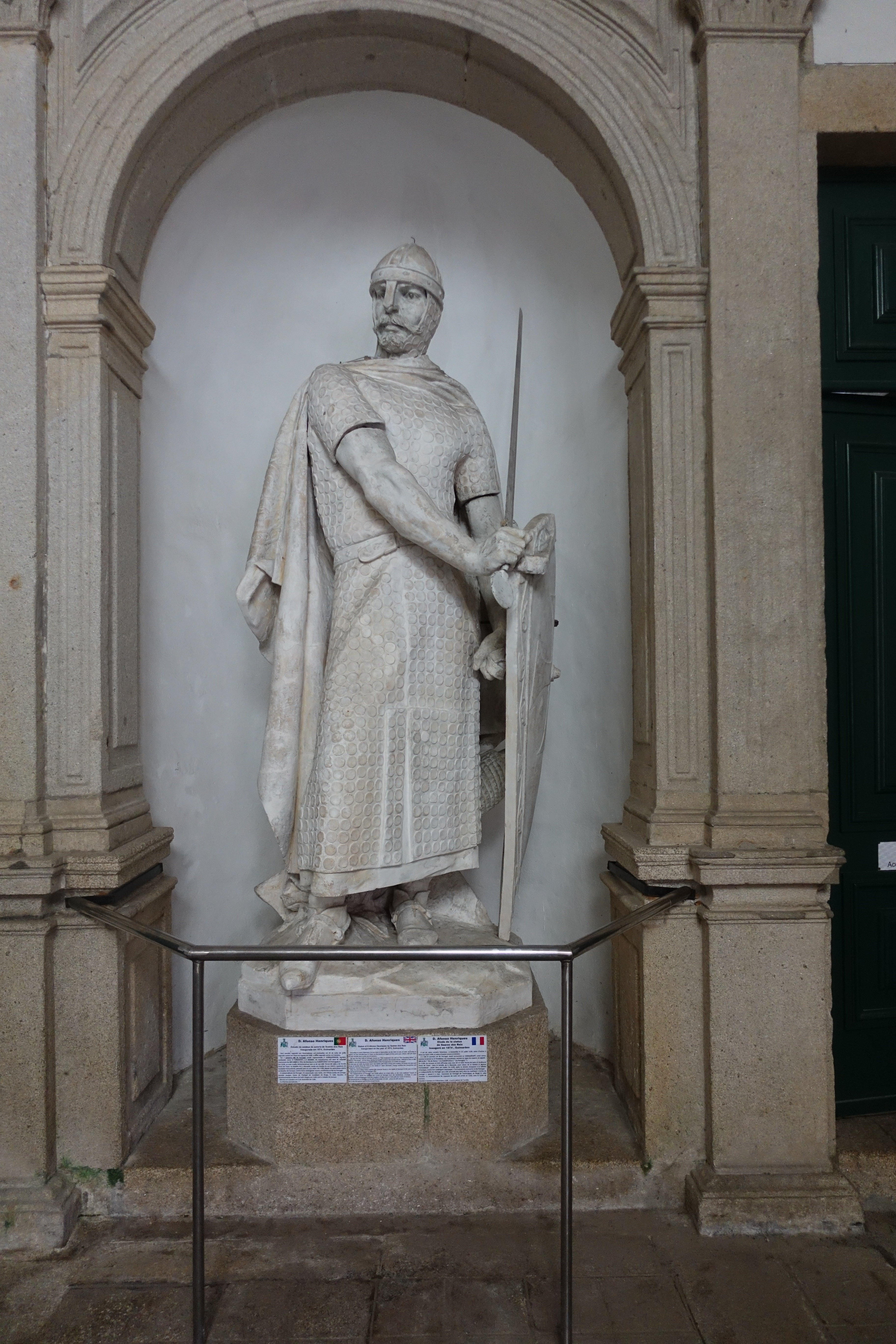
Пам'ятник у монастирі да Серра
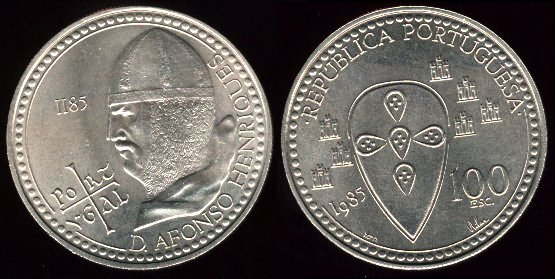
Пам'ятна монета 100 ескудо 1985

### Спорт
- Афонсу Енрікеш (стадіон)